# Antonio Buttura
Pour les articles homonymes, voir Buttura.
Antonio Buttura, francisé en Antoine Buttura, né le 29 mars 1770 à Malcesine, un pays sur la rive du lac de Garde, près de Vérone, et mort le 23 août 1832 à Paris, est un littérateur italien du XIXe siècle.

## Biographie
Antonio Buttura, ordonné abbé, participe à la vie culturelle de la ville de Vérone dans la période de la Révolution comme novateur. À la chute de l'État vénitien, il est partisan de Napoléon et en suit les fortunes.
Après la soumission de Venise à l'autorité de l'Autriche, il se fait naturaliser français, et remplit en France des fonctions administratives. On a de lui un Dictionnaire italien-français et français-italien, une traduction de l'Art poétique de Nicolas Boileau, quelques poésies lyriques et des éditions annotées des classiques italiens.

## Sources
Cet article comprend des extraits du Dictionnaire Bouillet. Il est possible de supprimer cette indication, si le texte reflète le savoir actuel sur ce thème, si les sources sont citées, s'il satisfait aux exigences linguistiques actuelles et s'il ne contient pas de propos qui vont à l'encontre des règles de neutralité de Wikipédia.